# Antonio Ortega García
Antonio Ortega García (Linares, 6 de abril de 1955) es un político español miembro del Partido Andalucista y cabeza de lista a la presidencia de la Junta de Andalucía por su partido en las elecciones al Parlamento de Andalucía de 2000 y 2004. Militante desde 1976, accedió a la Secretaría General del partido en 1995 y un año más tarde fue nombrado Consejero de Relaciones con el Parlamento de la Junta de Andalucía, durante la legislatura que el PSOE necesitó el apoyo del PA para gobernar. Posteriormente, fue nombrado Consejero de Turismo y Deporte de la Junta de Andalucía.